# Santhomea
Santhomea is een geslacht van hooiwagens uit de familie Assamiidae.
De wetenschappelijke naam Santhomea is voor het eerst geldig gepubliceerd door Roewer in 1927. 

## Soorten
Santhomea is monotypisch en omvat slechts de volgende soort:
- Santhomea scabra